# Thermochoria equivocata
Thermochoria equivocata – gatunek ważki z rodziny ważkowatych (Libellulidae).